# Selezione maschile di football americano dell'Italia
La Selezione di football americano dell'Italia è la selezione maggiore maschile di football americano delle varie organizzazioni che si sono succedute nella storia del football americano in Italia. Ad esempio , in passato la rappresentativa è stata una selezione All Stars della Lega Italiana Football, una selezione A2 della Federazione Italiana American Football, una selezione della Federazione Italiana di American Football (durante la scissione federale del 2002) e una selezione della Federazione Italiana Football.
Non rappresenta l'Italia in nessuna competizione ufficiale organizzata della federazione internazionale IFAF o europea IFAF Europe. In queste competizioni l'Italia viene rappresentata dalla Nazionale di football americano dell'Italia selezionata dalla FIDAF

## Dettaglio stagioni

### Amichevoli
| Stagione | Vin | Par | Per | Tot | PF | PS  | avversaria                   |
| -------- | --- | --- | --- | --- | -- | --- | ---------------------------- |
| 1980     | 0   | 0   | 1   | 1   | 0  | 42  | South Lions Napoli           |
| 1988     | 0   | 0   | 1   | 1   | 3  | 13  | College All-Star             |
| 2002     | 1   | 0   | 0   | 1   | 8  | 0   | Ljubljana Silverhawks        |
| 2010     | 0   | 0   | 1   | 1   | 6  | 63  | Ohio Northern Polar Bears    |
| 2015     | 1   | 0   | 1   | 2   | 50 | 44  | I Guerrieri Ajaccio, Marocco |
| Totale   | 2   | 0   | 4   | 6   | 67 | 162 |                              |

Fonte: americanfootballitalia.com

### Riepilogo partite disputate
| Anno | Luogo          | Evento                               | Fase del torneo | Incontro                                 | Risultato |
| 1980 | Castel Giorgio | Amichevole                           |                 | Italia LIF - Football South Lions Napoli | 0 - 42    |
| 1988 | Viareggio      | Amichevole                           |                 | Italia A2 - College All-Star             | 3 - 13    |
| 2002 | Trieste        | Amichevole Sicilian Red Oranges Bowl |                 | Italia FIDAF - Ljubljana Silverhawks     | 8 - 0     |
| 2010 | Pontremoli     | Amichevole                           |                 | Italia FIF - Ohio Northern Polar Bears   | 6 - 63    |
| 2015 | Francia        | Amichevole                           |                 | I Guerrieri Ajaccio - Italia IAAFL       | 20 - 12   |
| 2015 | Novara         | Amichevole                           |                 | Italia IAAFL - Marocco IAAFL             | 38 - 24   |

## Confronti con le altre Nazionali
Questi sono i saldi della selezione italiana nei confronti delle Nazionali e selezioni incontrate.

### Saldo positivo
| Nazionale | Giocate | Vinte | Pareggiate | Perse | PF | PS | Ultima vittoria | Ultimo pari | Ultima sconfitta |
| --------- | ------- | ----- | ---------- | ----- | -- | -- | --------------- | ----------- | ---------------- |
| Marocco   | 1       | 1     | 0          | 0     | 38 | 24 | 2015            | -           | -                |

## Marcatori
| Nome               | TD    | Saf   | FG    | PAT   | TPC   | Totale |
| ------------------ | ----- | ----- | ----- | ----- | ----- | ------ |
| Antonello Gulisano | 1     | 0     | 0     | 0     | 0     | 6      |
| Rocco Romeo        | 0     | 0     | 0     | 0     | 1     | 2      |
| ?                  | ?     | ?     | ?     | ?     | ?     | 47     |
| Totale             | 1 + ? | 0 + ? | 0 + ? | 0 + ? | 1 + ? | 55     |

## Allenatori
- 1980 ?
- 1988 ?
- 2002 Alfonso Genchi
- 2010 Sergio Angona
- 2015 Enrico Bano